# حميشة آل مجهر (الوضيع)

تعديل مصدري - تعديل

حميشة آل مجهر هي إحدى قرى عزلة  الوضيع بمديرية الوضيع التابعة لمحافظة أبين، بلغ تعداد سكانها 158 نسمة حسب تعداد اليمن لعام 2004.